# Wielka Finlandia
     wschodnia Karelia
     Estonia i Ingria
     część Finnmarku
     część doliny Torne

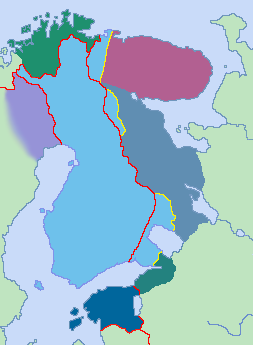
Obecne granice Finlandii zaznaczono na jasnoniebiesko. „Wielka Finlandia” miała łączyć wszystkie terytoria uważane za fińskie:
wschodnia Karelia
Estonia i Ingria
część Finnmarku
część doliny Torne
w linii=tak Mapa przedstawia granice Finlandii ustalone przez Pokój z Tartu w 1920 i paryski traktat pokojowy z 1947 r.

Wielka Finlandia (fiń. Suur-Suomi) – koncepcja stworzona przez irredentystyczne fińskie ruchy nacjonalistyczne i faszystowskie przed II wojną światową. Postulowała ona złączenie wszystkich ludów fińskich w ramach jednego państwa. Ludy te prócz Finów to: Karelowie, Estończycy, Ingrowie, Liwowie i Kwenowie. Idea Wielkiej Finlandii zyskała znaczną popularność po 1917 roku, ale przestała istnieć po tzw. wojnie kontynuacyjnej (1941–1944), przegranej przez Finlandię.
Tereny mające wchodzić w skład Wielkiej Finlandii miały być ograniczone przez granice naturalne: Morze Białe, jezioro Onega, rzeki Swir i Newę (lub w bardziej umiarkowanych koncepcjach Sestrę) oraz Zatokę Fińską. Niektóre propozycje włączały w jej skład także Ingrię, Estonię, północny Finnmark i dolinę Torne. Niektórzy jeszcze do fińskich ziem zaliczali Łotwę, w której żył niewielki naród Liwów. W pewnych utopijnych lub humorystycznych wersjach Wielka Finlandia miała rozciągać się na terenach od Zatoki Botnickiej do Uralu, a nawet do terenów zachodniej Syberii, gdzie mieszkają ludy posługujące się językami uralskimi.
W Finlandii, zainteresowanie krajobrazem i kulturą Karelii zostało po raz pierwszy wyrażone w XX-wiecznym kulturowym fenomenie nazywanym karelianizmem, będącym formą romantycznego nacjonalizmu. Później pewne idee karelianizmu zostały przejęte przez zwolenników Wielkiej Finlandii.